# Liu Chuang (judoczka)
Liu Chuang (chiń. 劉闖; ur. 27 grudnia 1974) – chińska judoczka. Olimpijka z Atlanty 1996, gdzie zajęła piąte miejsce w kategorii 56 kg.
Brązowa medalistka igrzysk azjatyckich w 1994 i mistrzostw Azji w 1995. Triumfatorka igrzysk Azji Wschodniej w 1997 roku.

## Letnie Igrzyska Olimpijskie 1996
| Konkurencja | Walki                    | Walki                | Walki                 | Walki                    | Walki                   | Klas. końcowa |
| Konkurencja | 1/16                     | 1/8                  | 1/4                   | 1/2                      | o 3 miejsce             | Miejsce       |
| ----------- | ------------------------ | -------------------- | --------------------- | ------------------------ | ----------------------- | ------------- |
| waga lekka  | Zulfija Garipowa (RUS) W | Corinna West (USA) W | Huang Ai-Chun (TPE) W | Driulys González (CUB) P | Marisabel Lomba (BEL) P | V             |